# Царега
Царега — річка в Україні, в межах Веселинівського і Березанського районів Миколаївської області та Березівського району Одеської області. Впадає до Тилігульського лиману (басейн Чорного моря). 

## Опис
Довжина 46 км, площа водозбірного басейну 657 км². Похил річки 1,7 м/км. Долина трапецієподібна, завширшки 2 км, завглибшки 20—40 м. Заплава неширока. Схили долини розчленовані ярами, балками. Річище слабозвивисте, пересихає. Використовується на сільськогосподарські потреби. Характерні весняні та літні паводки. Є ставки.

## Розташування
Річка бере початок на північ від села Новосвітлівки. Тече на південь і південний захід. Впадає до Тилігульського лиману біля села Ташине.